# Hafen Melilla
Der Hafen Melilla befindet sich in der autonomen Stadt Melilla, an der südöstlichen Küste der Halbinsel von Tres Forcas.

## Hintergrund
Die Stadt Melilla wurde etwa im 7. Jahrhundert v. Chr. von den Phöniziern  als Stützpunkt mit dem Namen Rusadir gegründet. Der Ort wurde aufgrund des natürlichen Schutzes, den er bot, als Hafen ausgewählt. Es wurde vom Kaiser Antonio Pio Augusto Caracalla (Jahre 211–217) in seinem Itinerario de Antonino erwähnt. 
Die Stadt wurde 1497 bei der Eroberung von Melilla von Don Pedro de Estopiñan für das Königreich Spanien übernommen. Zur Zeit der Rückeroberung diente es als Anlegestelle. Zu dieser Zeit war der Ankerplatz nicht sicher, und zahlreiche Schiffe gingen verloren, die am Strand von Mantelete oder San Lorenzo auf Grund liefen. Die Artillerie des Forts versenkte diese Schiffe, damit sie nicht in feindliche Hände fielen.
Melilla erlitt 1774–1775 eine Belagerung, bei der die Notwendigkeit eines Hafens klar wurde. Die am 29. Dezember 1774 eintreffenden Hilfskonvois mussten wegen des starken Ostwindes, der die Schiffe gefährdete, das Entladen von Lebensmitteln und Munition einstellen. Darüber hinaus musste das Geschwader, das Melilla auf dem Seeweg unter dem Kommando von Marinekapitän Don Hidalgo de Cisneros beschützte, sich von dem belagerten Ort entfernen, um den Verlust der Schiffe zu vermeiden.

## Geschichte
Am 18. Dezember 1902 wurde das Melilla Port Works Board unter dem Vorsitz des Militärgouverneurs gegründet. Manuel Becerra schrieb Studien für das erste Hafenprojekt. Am 17. November 1904 wurde das Melilla Works Board gegründet und mit den ersten Vorschriften für Organisation und Funktion ausgestattet. Die Hafenwerke wurden von Alfonso XIII eingeweiht, der als Opfergabe eine Kiste mit mehreren gesetzlichen Zahlungsmitteln und einer Kopie von „El Telegrama del Rif“ hinterlegte, die später „El Telegrama de Melilla“ werden sollte.
1909 wurden unter der Leitung von D. Manuel Becerra die Autobahnen von Melilla nach Nador, von Nador nach Zeluan, von Melilla zum Zoco el Had de Beni Sicar und von Melilla nach Tres Forcas geplant und gebaut. In dieser Zeit wurden auch ein 135-PS-Kraftwerk, das erste Wasserversorgungsprojekt für die Stadt, ein Souk, ein Getreidespeicher und eine Krankenstation gebaut. 
Im März 1914 erreichten die Wellen eine Höhe von 18 Metern, fegten die Docks vollständig weg und zerstörten einen großen Teil des im Bau befindlichen Damms. Mehr als 15 Schiffe gingen verloren und 20 weitere wurden schwer beschädigt. Es folgten noch weitere Stürme die Schäden im Hafen anrichteten. Der stärkste Sturm, den die Stadt erlitt, ereignete sich am 12. März 1925. Es wurden Gebäude, die 30 Meter über dem Meeresspiegel lagen, vom Wasser getroffen. 
Zwischen 1917 und 1925 wurde auf Wunsch der Compañía Española de Minas del Rif der Mineralladebereich von Melilla mit einer Liegeplatzkapazität für Schiffe von bis zu 160 Metern Länge und 20 Metern Breite gebaut. Die tatsächliche Frachtkapazität erreichte 1000 Basistonnen. Darüber hinaus würden die Ribera-Docks fertiggestellt, wodurch die Anlegelinie verlängert und das Entladen der Waren per Lastkahn unnötig wurde. Der Erste Weltkrieg verlangsamte den Bau des Deichs. 
Zwischen 1937 und 1940 wurde die Baliza del Morro gebaut. 1966 legte das 3. Gesetz über die Finanzregelung der Häfen Sondertarife für Melilla fest. Bis 1980, als die städtische Erzverladestelle ihren letzten Dienst verrichtete, ging die Menge der Erzexporte zeitweise drastisch zurück.
2008 wurde die neue Seestation eingeweiht.
Der Hafen soll erweitert werden, um Land aus dem Meer zu gewinnen und größeren Kreuzfahrtschiffen das Anlegen in Melilla zu ermöglichen.

## Reedereien und Bestimmungsorte
| Málaga  | Hafen Málaga  | Trasmediterránea/Baleària |
| Almería | Hafen Almería | Trasmediterránea/Baleària |
| Motril  | Hafen Motril  | Baleària                  |

## Statistiken
Anzahl Passagiere, Handels- und Kreuzfahrtpassagiere seit 2010:
|                       | Passagiere | Kreuzer | Rohstoff (t) |
| --------------------- | ---------- | ------- | ------------ |
| 2010                  | 633.044    | 0       | 702.752      |
| 2011                  | 642.733    | 0       | 865.905      |
| 2012                  | 810.883    | 0       | 835.770      |
| 2013                  | 783.930    | 0       | 764.410      |
| 2014                  | 772.124    | 254     | 836.482      |
| 2015                  | 844.260    | 1.352   | 935.129      |
| 2016                  | 889.348    | 1.224   | 1.059.469    |
| 2017                  | 833.033    | 0       | 934.966      |
| 2018                  | 828.659    | 368     | 827.812      |
| 2019                  | 842.983    | 631     | 834.568      |
| 2020                  | 234.536    | 0       | 632.150      |
| 2021                  | 265.903    | 1.374   | 993.622      |
| 2022                  | 641.263    | 5.025   | 566.365      |
| Quelle: Hafen Melilla |            |         |              |